# Sourniac
Sourniac (okzitanisch Sornhac) ist eine französische Gemeinde mit 196 Einwohnern (Stand: 1. Januar 2022) im Département Cantal in der Region Auvergne-Rhône-Alpes (vor 201 Auvergne); sie gehört zum Arrondissement Mauriac und zum Kanton Ydes (bis 2015 Mauriac). Die Einwohner werden Sourniacois genannt.

## Geographie
Sourniac liegt in den nordwestlichen Ausläufern des Monts-du-Cantal-Massivs, etwa 39 Kilometer nordnordwestlich von Aurillac. An der westlichen Gemeindegrenze verläuft der Fluss Labiou. Umgeben wird Sourniac von den Nachbargemeinden Arches im Norden und Westen, Jaleyrac im Osten, Le Vigean im Süden und Südosten sowie Chalvignac im Westen und Südwesten.

## Bevölkerungsentwicklung
| Jahr                       | 1962 | 1968 | 1975 | 1982 | 1990 | 1999 | 2006 | 2011 | 2016 |
| Einwohner                  | 179  | 166  | 126  | 162  | 182  | 178  | 189  | 199  | 202  |
| Quellen: Cassini und INSEE |      |      |      |      |      |      |      |      |      |

## Sehenswürdigkeiten
- Kirche Saint-Jean-Baptiste aus dem 19./20. Jahrhundert
- Kapelle Saint-Amand aus dem 11. Jahrhundert, seit 1983 Monument historique
- Schloss Sourniac, seit 1983 Monument historique

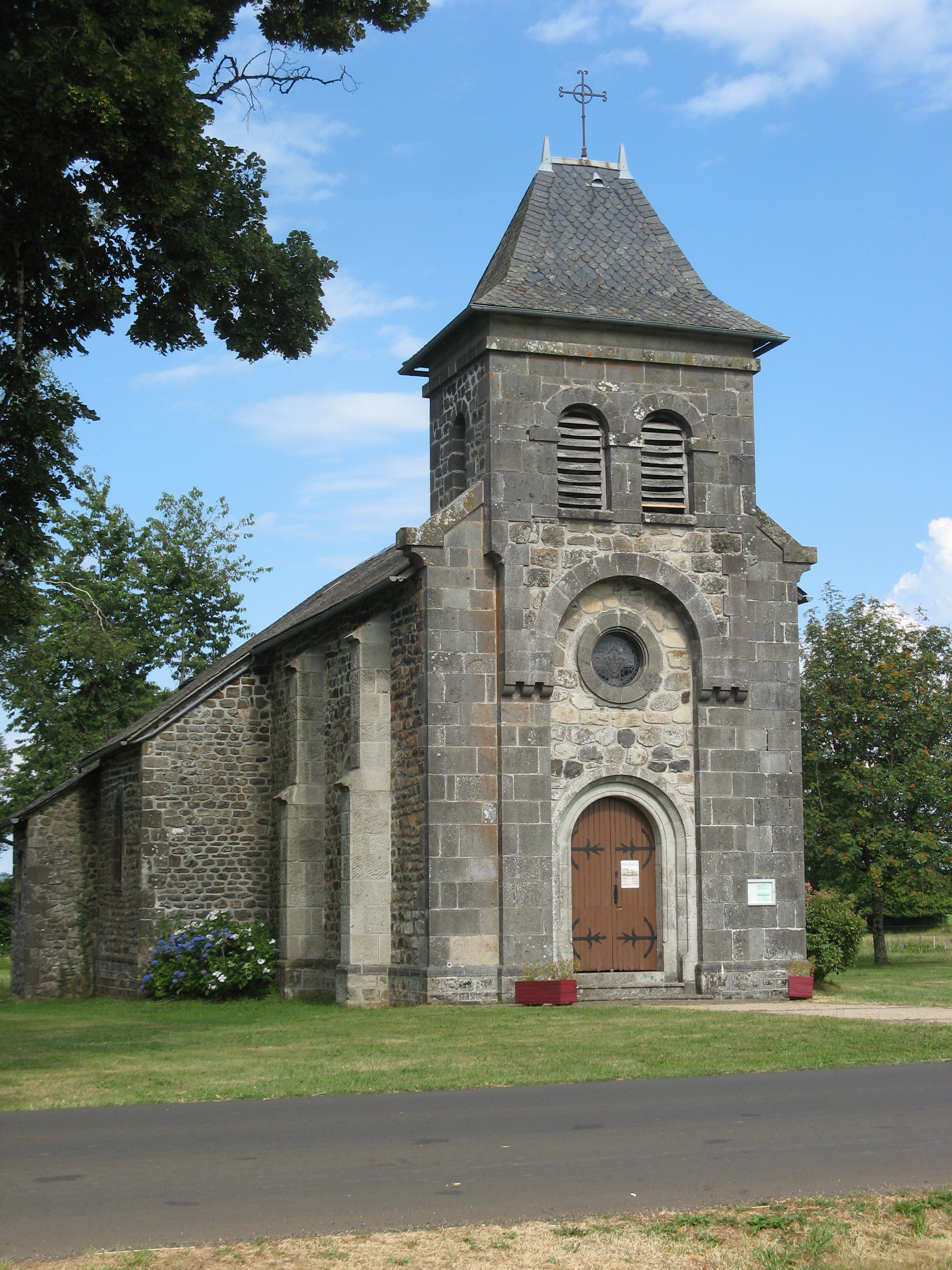
Kirche Saint-Jean-Baptiste
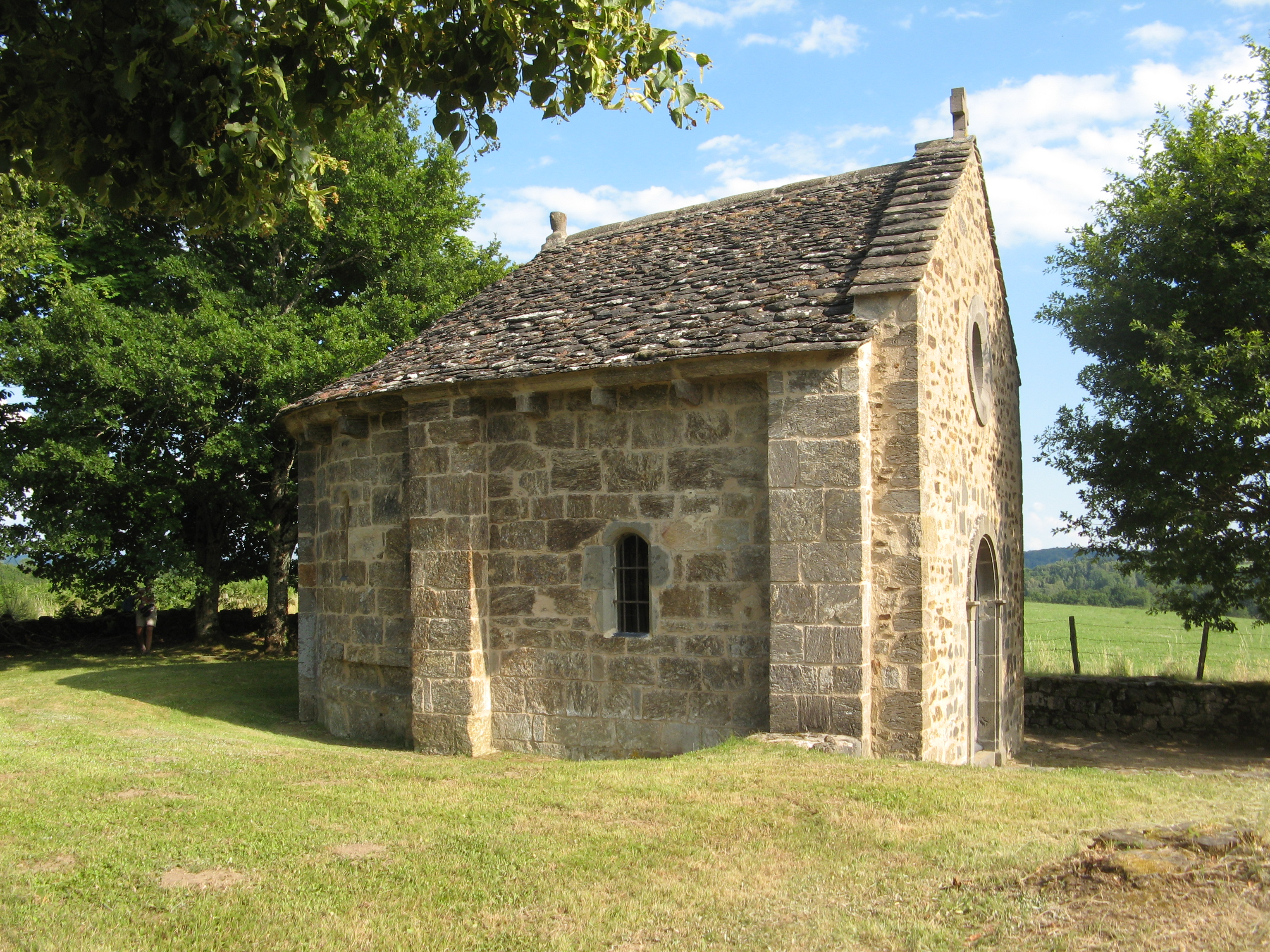
Kapelle Saint-Amand
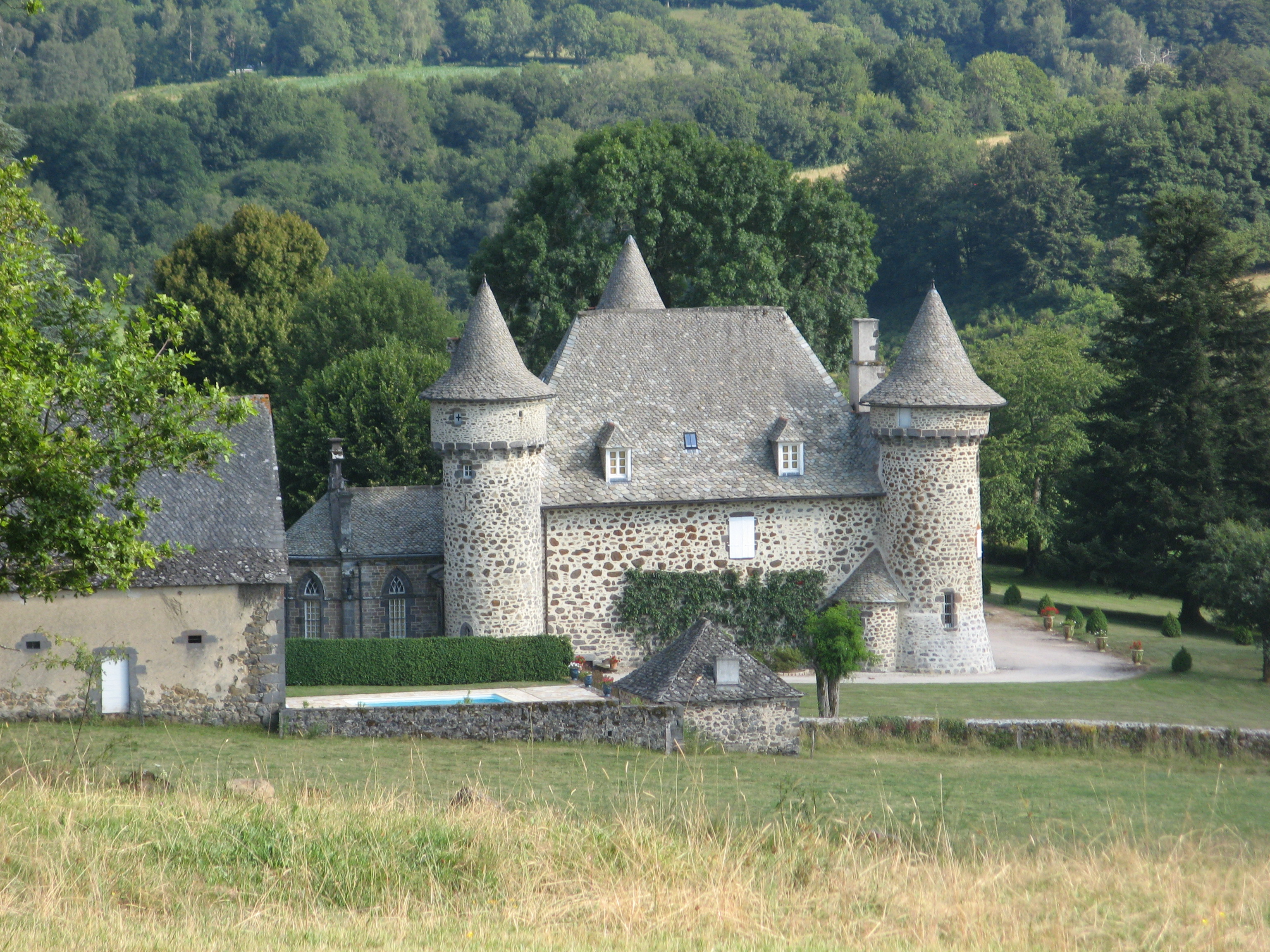
Schloss